# 特萊福明
特萊福明是巴布亞新畿內亞的城鎮，由桑道恩省負責管轄，距離首都莫士比港780公里，始建於第二次世界大戰期間，該鎮被美國用作對抗日本軍隊的軍事基地。